# لامار روجرز
لامار روجرز (بالإنجليزية: Lamar Rogers)‏ هو لاعب كرة قدم أمريكية أمريكي، ولد في 5 نوفمبر 1967 في أوب في الولايات المتحدة.

## وصلات خارجية
- لامار روجرز على موقع مرجع كرة القدم المحترفة.كوم (الإنجليزية)
- لامار روجرز على موقع JustSportsStats.com (الإنجليزية)